# Обербухзітен
Обербухзітен (нім. Oberbuchsiten) — громада  в Швейцарії в кантоні Золотурн, округ Гой.

## Географія
Громада розташована на відстані близько 50 км на північний схід від Берна, 21 км на північний схід від Золотурна.
Обербухзітен має площу 9,4 км², з яких на 11% дозволяється будівництво (житлове та будівництво доріг), 38,8% використовуються в сільськогосподарських цілях, 49,6% зайнято лісами, 0,6% не є продуктивними (річки, льодовики або гори).

## Демографія
2019 року в громаді мешкало 2282 особи (+19,7% порівняно з 2010 роком), іноземців було 25,9%. Густота населення становила 243 осіб/км².
За віковим діапазоном населення розподілялося таким чином: 20,2% — особи молодші 20 років, 65,6% — особи у віці 20—64 років, 14,2% — особи у віці 65 років та старші. Було 988 помешкань (у середньому 2,3 особи в помешканні).
Із загальної кількості 595 працюючих 22 було зайнятих в первинному секторі, 155 — в обробній промисловості, 418 — в галузі послуг.